# Milana Rocío
Milana Rocío Vergara, con nombre artístico Emy, (Madrid, 1960- Madrid 2021) fue una artista transexual que fue principalmente conocida por sus actuaciones en la Calle del Oso del barrio de Lavapiés durante las fiestas de San Cayetano.

## Biografía
Nació en Madrid en 1960 y desde pequeña estuvo ligada a la calle del Oso, donde vivían sus abuelos. De hecho, con 35 años se mudó definitivamente a esta calle.
Visible como mujer transexual desde muy joven, participó en la primera Marcha del Orgullo LGTB de Madrid en 1978. Durante un tiempo concilió su trabajo de peluquera en la misma calle del Oso con su trabajo como artista transformista en Madrid y Benidorm principalmente.
En 1985, empezó a actuar en el cierre de las fiestas de la Calle del Oso por la verbena de San Cayetano junto con otras artistas transexuales y transformistas bajo el nombre de Emy y compañía. En este espectáculo, las artistas llevan a cabo imitaciones de estrellas de la canción española como Rocío Jurado, Isabel Pantoja o Lola Flores entre otras. Organizada siempre durante la noche del 7 de agosto, esta actuación colapsa la calle del Oso y dio a Vergara fama y reconocimiento.
La actuación de Vergara en las fiestas castizas de San Cayetano ha sido considerada un ejemplo del mestizaje de Lavapiés. También es una de las causas por las que la verbena de San Cayetano se conozca popularmente como el Orgullo Chico, debido a la gran afluencia de público gay que es capaz de atraer.